# QED (пьеса)
QED — пьеса американского драматурга Питера Парнелла, в которой рассказывается о значительных событиях в жизни нобелевского лауреата-физика Ричарда Фейнмана. В ней представлены сцены из вымышленного дня в жизни Фейнмана, менее чем за два года до его смерти, где переплетены многие нити его биографии, от Манхэттенского проекта до расследования катастрофы «Челленджера», и более личные темы, такие как смерть жены Фейнмана и его собственная битва с раком. Спектакль, созданный в результате сотрудничества Парнелла, актера Алана Алды и режиссера Гордона Дэвидсона, был впервые показан в 2001 году. Первоначальная постановка, снятая Дэвидсоном с Альдой в главной роли Фейнмана, была впервые исполнена на форуме Mark Taper в Лос-Анджелесе, а с конца 2001 до середины 2002 года шла на Бродвее.

## Сюжет
Действие пьесы происходит в июне 1986 года, менее чем за два года до смерти Фейнмана, в офисе Фейнмана в Калифорнийском технологическом институте в Пасадене. Подобно тому, как делает настоящий Фейнман в своих книгах «Какое тебе дело до того, что думают другие?» и «Вы, конечно, шутите, мистер Фейнман!», сценический персонаж разговаривает напрямую с публикой; мы узнаем из этого и из телефонных звонков за пределами сцены, что Фейнман должен в этот вечер играть на своих барабанах бонго в студенческой постановке мюзикла «Юг Тихого океана», что он ожидает делегацию из советской республики Тыва, которую Фейнман представляет причудливо и хочет посетить (как подробно описано в книге Ральфа Лейтона «Tuva or Bust!»), и что он готов изложить свои взгляды в окончательном отчёте комиссии Роджерса по расследованию катастрофы «Челленджера». Из телефонных разговоров между Фейнманом и его врачами мы также узнаем, что рак Фейнмана вернулся, и что его врачи убеждают его пройти дальнейшие хирургические процедуры. Беседа Фейнмана с аудиторией также затрагивает ряд дополнительных тем, хорошо известных читателям его автобиографических сочинений: Манхэттенский проект и взломы сейфов, как он научился рисовать, о его отце, а также размышления по физике и, в более общем плане, о природе науки и знаний.
Во втором акте действие происходит в кабинете Фейнмана поздно вечером того же дня, после окончания спектакля. Помимо главного героя, мы встречаем только одного персонажа: вымышленного молодого студента по имени Мириам Филд, который посетил одну из лекций Фейнмана, был свидетелем его игры на бонго и присутствовал на вечеринке после игры. Фейнман удручен собственным состоянием и воспоминаниями о своей давно умершей жене, однако Мириаму удается вытащить его из депрессии. Фейнман сообщает своим врачам, что согласен на операцию,; но просит, чтобы они вывели его из состояния анестезии, если решат, что он может умереть во время операции, потому что «это было бы интересным опытом».

## История и постановки
В середине 1990-х Алан Алда, прочитав автобиографические книги Фейнмана, намеревался сыграть Фейнмана на сцене. Он проконсультировался с режиссером Гордоном Дэвидсоном на форуме Mark Taper в Лос-Анджелесе, который предложил, чтобы драматург Питер Парнелл был автором пьесы. В течение более шести лет они прошли через множество вариантов пьесы в своих совместных усилиях, направленных на то, чтобы показать сцене многосторонность характера Фейнмана.
Премьера спектакля состоялась 25 марта 2001 года на форуме Mark Taper. Позже в том же году спектакль отправился на Бродвей, где он был исполнен 40 раз в период с 18 ноября 2001 года по 20 июня 2002 года в театре Вивиан Бомонт. Шесть лет спустя Альда продемонстрировал иное прочтение образа в постановке а Театре Миллера Колумбийского университета в рамках Всемирного фестиваля науки 2008 года, еще раз под руководством Дэвидсона.
На премьере QED в Чикаго 23 сентября 2010 года роль Фейнмана играл Роб Райли, а режиссёром была Морин Пейн-Ханер. Спектакль прошёл в Школе инженерных и прикладных наук Маккормика Северо-Западного университета, в качестве продюсера выступила ETOPiA.
Также спектакль был поставлен в Афинах в октябре 2004 года режиссером Иосифом Вардакисом с Йоргосом Котанидисом в роли Ричарда Фейнмана. Это был успешный спектакль с участием Джима Аль-Халили. Постановка продолжилась в следующем году в более вместительном зале. В 2009 году спектакль был поставлен в куполе виртуальной реальности «Tholos» в комплексе Hellenic Cosmos в Афинах, еще раз при переполненном зале. Шоу совершило турне по Греции в 2010 году.
Для национальной премьеры в Италии пьеса была переведёна и поставлена Лукой Джиберти в театре Stabile Theatre в Генуе (Сала Дузе), с Андреа Николини в роли Фейнмана.
Спектакль был поставлен в Беркли, штат Калифорния, Сетевым театром Индры в ноябре-декабре 2013 года с участием Джеффа Гарретта в роли Фейнмана и режиссера Брюса Кофрана.
QED был также поставлен в Филадельфии, штат Пенсильвания, театром Lantern в ноябре-декабре 2014 года с Питером ДеЛорье в роли Ричарда Фейнмана режиссёром Крейгом Геттингом.

## Список используемой литературы
- Alda, Alan (2007), Things I Overheard While Talking to Myself, Random House, ISBN 978-1-4000-6617-9, OCLC 122309367
- Goodstein, David, Feynman returns to centre stage
- Parnell, Peter (2002), QED: A Play, Applause Books, ISBN 978-1-55783-592-5, OCLC 50004999
- A brief excerpt from the play was published as THINK TANK: How Does a Photon Decide Where to Go? That’s the Quantum Mystery in The New York Times (April 20, 2002)